# Samwel Schahramanjan
Samwel Sergeji Schahramanjan (armenisch Սամվել Սերգեյի Շահրամանյան, in englischer Transkription Samvel Sergeyi Shahramanyan, russisch Самве́л Серге́евич Шахраманя́н, in wissenschaftlicher Transliteration: Samvel Sergeyi Šahramanyan; * 1. Dezember 1978 in Stepanakert, Autonomes Gebiet Bergkarabach, Aserbaidschanische SSR) ist ein armenischer Politiker und war vom 10. September 2023 bis zur Auflösung in Folge der Offensive Aserbaidschans gegen Arzach am 1. Januar 2024 Präsident der international nicht anerkannten Republik Arzach.

## Leben
Samwel Schahramanjan wurde am 1. Dezember 1973 in Stepanakert geboren und absolvierte 1999 die Wirtschaftsfakultät der Staatlichen Universität Arzachs. Er ist verheiratet und hat 3 Kinder. Von 1996 bis 1999 diente er den Streitkräften der Republik Arzach. Von 2018 bis 2020 war er Direktor des Arzacher Nachrichtendienstes National Security Service. Im Mai 2020 wurde Schahramanjan von Präsident Arajik Harutjunjan als Minister für Militärpatriotische Erziehung, Jugend, Sport und Tourismus ernannt. Im Zuge des Rücktritts des Präsidenten Arajik Harutjunjan fand am 9. September 2023 die Wahl zum Präsidenten statt. Schahramanjan wurde nominiert durch die Parteien Freie Heimat, Gerechtigkeit, Armenische Revolutionäre Föderation und Demokratische Partei Arzachs. Die Partei Vereinigtes Mutterland  nominierte Parteigründer Samwel Babajan, allerdings wurde der Antrag abgelehnt, weil dieser nicht die nötigen Dokumente zur Erfüllung der Anforderungen für das Präsidentenamt vorgelegt habe. Am 28. September 2023 unterzeichnete Schahramanjan in Xocalı ein Dekret, das die Auflösung aller staatlichen Institutionen bis zum Jahresende besagt. Seither agiert die Regierung Arzachs vom armenischen Exil aus.